# Il giro del mondo in 80 giorni (film 2021)
Il giro del mondo in 80 giorni (Le tour du monde en 80 jours) è un film d'animazione francese del 2021 diretto da Samuel Tourneux al suo debutto.
Il film è tratto dall'omonimo romanzo del 1873 di Jules Verne e realizzato in computer grafica. È stato distribuito in Francia il 4 Agosto 2021 incassando 3,7 milioni di euro da oltre 760 mila spettatori classificandosi come il film in lingua francese di maggior incasso nei mercati esteri nel 2021. In Italia è stato presentato in anteprima al Giffoni Film Festival 2021 ed è uscito nelle sale il 9 settembre 2021.

## Trama
Passepartout, un uistitì ingenuo ma vivace, sogna di viaggiare per il mondo e di fare l'escursionista come il suo eroe Juan Frog de Leon. Tuttavia la madre iperprotettiva non gli permette di intraprendere alcun viaggio, anzi si sono trasferiti appositamente in un paese mogio e noioso per assopire la sua voglia di escursioni e avventure. Un giorno, Passepartout ha l'opportunità di viaggiare per il mondo con Phileas Frog, un esploratore e artista della truffa, dopo che Frog fa una scommessa con la gente del posto dichiarando che può circumnavigare il globo in ottanta giorni.

## Produzione
Il regista Samuel Tourneux e i produttori David Michel e Zoé Carrera Allaix hanno iniziato a discutere del progetto nel 2016. Il film è stato proiettato ai distributori al Festival di Cannes nel maggio 2019 con il titolo provvisorio Around the World. Tourneux ha spiegato a Cannes che, pur essendo un film d'animazione al computer in 3D, voleva combinarlo con effetti visivi 2D, come acqua e fumo, per dargli uno stile distintivo rispetto ad altri film d'animazione.
Tourneux ha anche notato che voleva combinare elementi steampunk con un mondo animale costruito da animali, e come tale gli animali nel film sono riusciti a costruire macchine con materiali come legno, foglie, conchiglie, rocce e sabbia.
Oltre 17.000 disegni sono stati realizzati per lo storyboard, di cui 9.300 sono stati utilizzati nella versione finale.

## Distribuzione
Il giro del mondo in 80 giorni è uscito in Francia il 4 agosto 2021, nel Regno Unito il 20 agosto e in Italia il 9 settembre.

## Accoglienza

### Incassi
Durante la sua intera programmazione, il film ha avuto un incasso mondiale di $ 3.987.613 (esclusa l'Africa), di cui $ 164.477 nel Regno Unito. Ha incassato 3,7 milioni di euro (4.226.140 $) da 762.917 spettatori nel 2021 da circa quaranta paesi, rendendolo il film in lingua francese con il maggior incasso nei mercati esteri dell'anno. Durante il primo mese del film, ha incassato € 446.273 ($ 509.733) da 53.740 ingressi in tre paesi.
A settembre 2021 ha incassato ulteriori € 1.552.714 ($ 1.773.509) da 411.151 ingressi in dieci paesi; € 738.315 ($ 843.303) da 118.523 ingressi in ottobre; € 148.607 ($ 169.738) da 15.045 ingressi in otto paesi a novembre e € 387.005 ($ 442.037) da 83.061 ingressi in sette paesi a dicembre.

### Critica
Olivier Bachelard, scrivendo per Abus de Ciné, ha dato al film tre stelle su cinque, elogiando lo stile di animazione e gli elementi 2D, ma ha criticato gli adattamenti animali della società umana (in quanto tali usando le vongole come valuta) come non inventivi. Leslie Felperin di The Guardian ha anche dato al film tre stelle su cinque, definendolo "modesto" e aggiungendo "è difficile odiare questa interpretazione gentile e sciocca, popolata da personaggi animali semplicemente progettati con caratteristiche esagerate".

## Riconoscimenti
- 2022 - Trophèes du Film français 
  - Vincitore nella categoria UniFrance trophy